# 菸斗星雲

菸斗星雲（也稱為巴納德59、65、66、67和78）是在蛇夫座的一個暗星雲，它是黑馬星雲的一部分。 這是一個巨大、很容易看見的管道形狀塵埃帶，掩蓋了來自星雲背後銀河系的星光。在美國南部，只要無光害的晴朗夜空就可以用肉眼看見，但使用7X雙筒望遠鏡觀看的效果更佳。
這個星雲有兩個主要的部份：由巴納德59、65、66、和67組成（也稱為LDN 1773），300′X 60′，不透明度為6的"管莖"；與200′ x 140′，不透明度為5，碗狀管的巴納德78（也稱為LDN 42）。

## 圖集

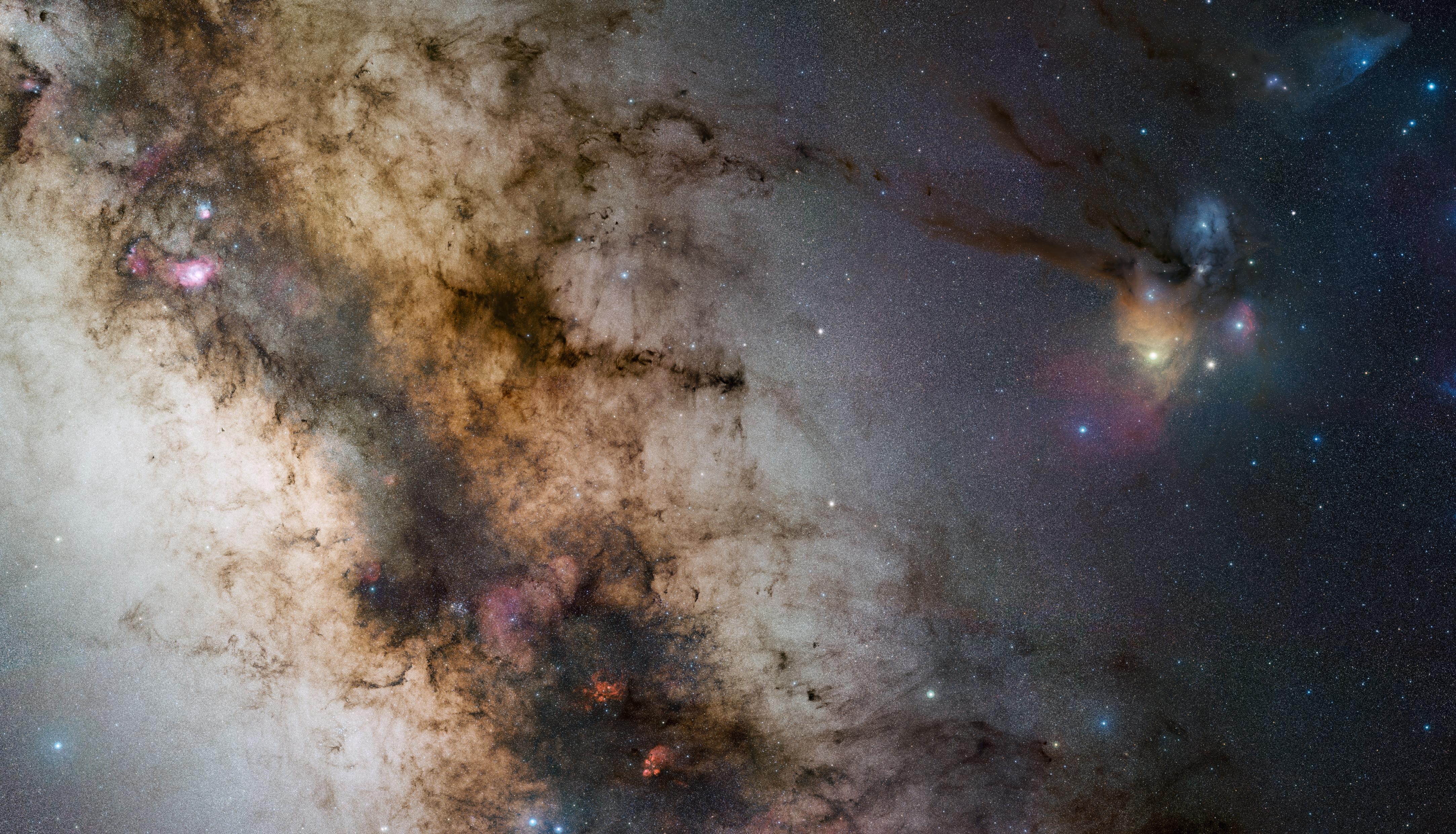
人馬座和天蠍座之間的銀河：可以看見菸斗星雲在中央的左上方。
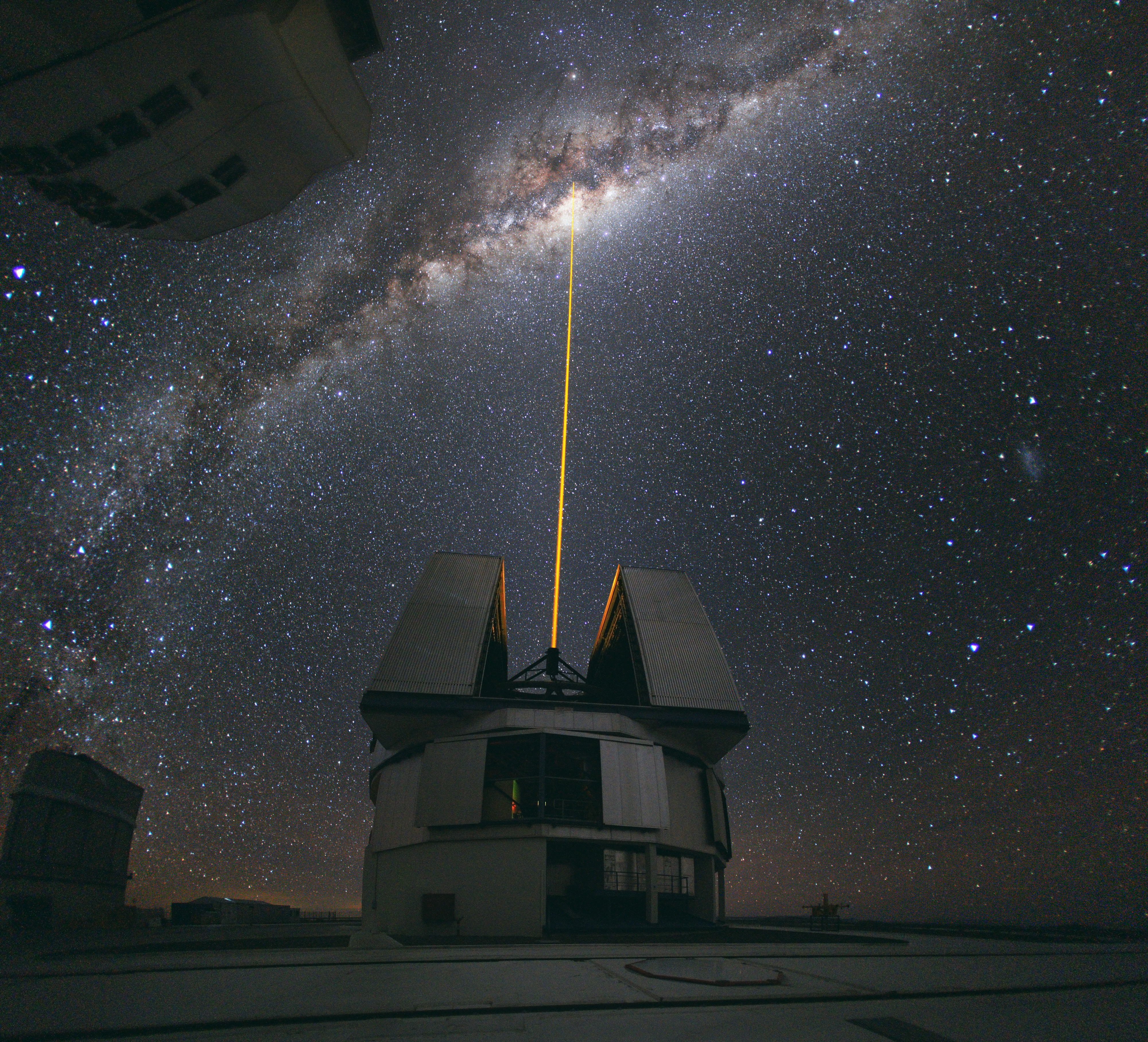
在智利帕瑞納的甚大望遠鏡正在觀測銀河的大裂谷。雷射光束幾乎就直接指向菸斗星雲。